# Kajak-kenu a 2017. évi nyári európai ifjúsági olimpiai fesztiválon
A 2017. évi nyári európai ifjúsági olimpiai fesztiválon kajak-kenuban összesen 16 versenyszámot rendeztek. A versenyeket július 25. és 29. között tartották a Mosoni-Dunán, az Aranypart II szabad strand területén.

## Összesített éremtáblázat
| A 2017. évi nyári európai ifjúsági olimpiai fesztivál összesített éremtáblázata kajak-kenuban | A 2017. évi nyári európai ifjúsági olimpiai fesztivál összesített éremtáblázata kajak-kenuban | A 2017. évi nyári európai ifjúsági olimpiai fesztivál összesített éremtáblázata kajak-kenuban | A 2017. évi nyári európai ifjúsági olimpiai fesztivál összesített éremtáblázata kajak-kenuban | A 2017. évi nyári európai ifjúsági olimpiai fesztivál összesített éremtáblázata kajak-kenuban | Olimpia  |
| --------------------------------------------------------------------------------------------- | --------------------------------------------------------------------------------------------- | --------------------------------------------------------------------------------------------- | --------------------------------------------------------------------------------------------- | --------------------------------------------------------------------------------------------- | -------- |
|                                                                                               | Ország                                                                                        | Arany                                                                                         | Ezüst                                                                                         | Bronz                                                                                         | Összesen |
| 1.                                                                                            |                                                                                               | 0                                                                                             | 0                                                                                             | 0                                                                                             | 0        |
|                                                                                               |                                                                                               |                                                                                               |                                                                                               |                                                                                               |          |
| Összesen                                                                                      | Összesen                                                                                      | 16                                                                                            | 16                                                                                            | 16                                                                                            | 48       |

## Eseménynaptár
| S | Kvalifikációs futamok (selejtező) | E | Előfutamok | K | Középfutamok | D | „A” és „B” döntő |

| Július    | 24 | 24 | 25 | 25 | 26 | 26 | 27 | 27 | 28 | 28 | 29 | 29 |
| --------- | -- | -- | -- | -- | -- | -- | -- | -- | -- | -- | -- | -- |
| 0K1 200 m |    |    |    |    |    |    |    |    | S  | E  | K  | D  |
| 0K2 200 m |    |    |    |    |    |    |    |    | S  | E  | K  | D  |
| 0K1 500 m |    |    | S  | E  | K  | D  |    |    |    |    |    |    |
| 0K2 500 m |    |    | S  | E  | K  | D  |    |    |    |    |    |    |
| 0C1 200 m |    |    |    |    |    |    |    |    | S  | E  | K  | D  |
| 0C1 500 m |    |    | S  | E  | K  | D  |    |    |    |    |    |    |

| Július    | 24 | 24 | 25 | 25 | 26 | 26 | 27 | 27 | 28 | 28 | 29 | 29 |
| --------- | -- | -- | -- | -- | -- | -- | -- | -- | -- | -- | -- | -- |
| 0K1 200 m |    |    |    |    |    |    |    |    | S  | E  | K  | D  |
| 0K2 200 m |    |    |    |    |    |    |    |    | S  | E  | K  | D  |
| 0K1 500 m |    |    | S  | E  | K  | D  |    |    |    |    |    |    |
| 0K2 500 m |    |    | S  | E  | K  | D  |    |    |    |    |    |    |
| 0C1 200 m |    |    |    |    |    |    |    |    | S  | E  | K  | D  |
| 0C1 500 m |    |    | S  | E  | K  | D  |    |    |    |    |    |    |

| Július    | 24 | 24 | 25 | 25 | 26 | 26 | 27 | 27 | 28 | 28 | 29 | 29 |
| --------- | -- | -- | -- | -- | -- | -- | -- | -- | -- | -- | -- | -- |
| 0K4 200 m |    |    |    |    |    |    |    |    | S  | E  | K  | D  |
| 0K4 500 m |    |    | S  | E  | K  | D  |    |    |    |    |    |    |
| 0C2 200 m |    |    |    |    |    |    |    |    | S  | E  | K  | D  |
| 0C2 500 m |    |    | S  | E  | K  | D  |    |    |    |    |    |    |

## A magyar csapat
| fiú      | fiú                             | fiú |
| -------- | ------------------------------- | --- |
| K1 200 m | Keresztes Kristóf               |     |
| K2 200 m | Keresztes Kristóf Opavszky Márk |     |
| K1 500 m | Opavszky Márk                   |     |
| K2 500 m | Keresztes Kristóf Opavszky Márk |     |
| C1 500 m | Horváth Benedek                 |     |

| lány     | lány                            | lány |
| -------- | ------------------------------- | ---- |
| K1 200 m | Rendessy Eszter                 |      |
| K2 200 m | Rendessy Eszter Szellák Szabina |      |
| K1 500 m | Szellák Szabina                 |      |
| K2 500 m | Rendessy Eszter Szellák Szabina |      |
| C1 500 m | Molnár Csenge                   |      |

| vegyes   | vegyes                                                          | vegyes |
| -------- | --------------------------------------------------------------- | ------ |
| K4 200 m | Keresztes Kristóf Opavszky Márk Rendessy Eszter Szellák Szabina |        |
| K4 500 m | Keresztes Kristóf Opavszky Márk Rendessy Eszter Szellák Szabina |        |
| C2 500 m | Horváth Benedek Molnár Csenge                                   |        |

## Érmesek

### Fiú
| A 2017. évi nyári európai ifjúsági olimpiai fesztivál érmesei fiú kajak-kenuban |       |       |       |       |       |       |
| Versenyszám                                                                     | Arany | Arany | Ezüst | Ezüst | Bronz | Bronz |
| K1 200 m                                                                        |       |       |       |       |       |       |
| K2 200 m                                                                        |       |       |       |       |       |       |
| K1 500 m                                                                        |       |       |       |       |       |       |
| K2 500 m                                                                        |       |       |       |       |       |       |
| C1 200 m                                                                        |       |       |       |       |       |       |
| C1 500 m                                                                        |       |       |       |       |       |       |

### Lány
| A 2017. évi nyári európai ifjúsági olimpiai fesztivál érmesei lány kajak-kenuban |       |       |       |       |       |       |
| Versenyszám                                                                      | Arany | Arany | Ezüst | Ezüst | Bronz | Bronz |
| K1 200 m                                                                         |       |       |       |       |       |       |
| K2 200 m                                                                         |       |       |       |       |       |       |
| K1 500 m                                                                         |       |       |       |       |       |       |
| K2 500 m                                                                         |       |       |       |       |       |       |
| C1 200 m                                                                         |       |       |       |       |       |       |
| C1 500 m                                                                         |       |       |       |       |       |       |

### Vegyes
| A 2017. évi nyári európai ifjúsági olimpiai fesztivál érmesei vegyes kajak-kenuban |       |       |       |       |       |       |
| Versenyszám                                                                        | Arany | Arany | Ezüst | Ezüst | Bronz | Bronz |
| K4 200 m                                                                           |       |       |       |       |       |       |
| K4 500 m                                                                           |       |       |       |       |       |       |
| C2 200 m                                                                           |       |       |       |       |       |       |
| C2 500 m                                                                           |       |       |       |       |       |       |